# Fronte Nazionale (Regno Unito)
Il Fronte Nazionale (National Front, in sigla NF) è un partito politico britannico di estrema destra particolarmente attivo durante gli anni settanta ed ottanta.

## Ideologia

### Linea politica
Il partito rivendica come sua posizione fondamentale il decentramento sia del potere politico agli enti locali in nome di una maggiore democrazia, sia dell'istruzione in modo da sostenere i diritti dei genitori nell'educazione dei figli. Sostiene anche la libertà di parola, di stampa, il diritto ad un equo processo, tutela da arresti arbitrari. Il partito sostiene di essere contro l'imperialismo americano, e vorrebbe l'uscita del Regno Unito dalla NATO e dalle Nazioni Unite. È a favore della pena di morte per i reati di omicidio, stupro, pedofilia e terrorismo e vorrebbe la reintroduzione della Section 28, così come sostiene la reintroduzione del reato di omosessualità. In campo bioetico il partito ha una posizione antiabortista, ritenendo l'aborto come un crimine contro l'umanità, e vorrebbe l'abrogazione dell'Abortion Act del 1967.

## Storia

### Primi giorni: tardi anni sessanta e primi settanta

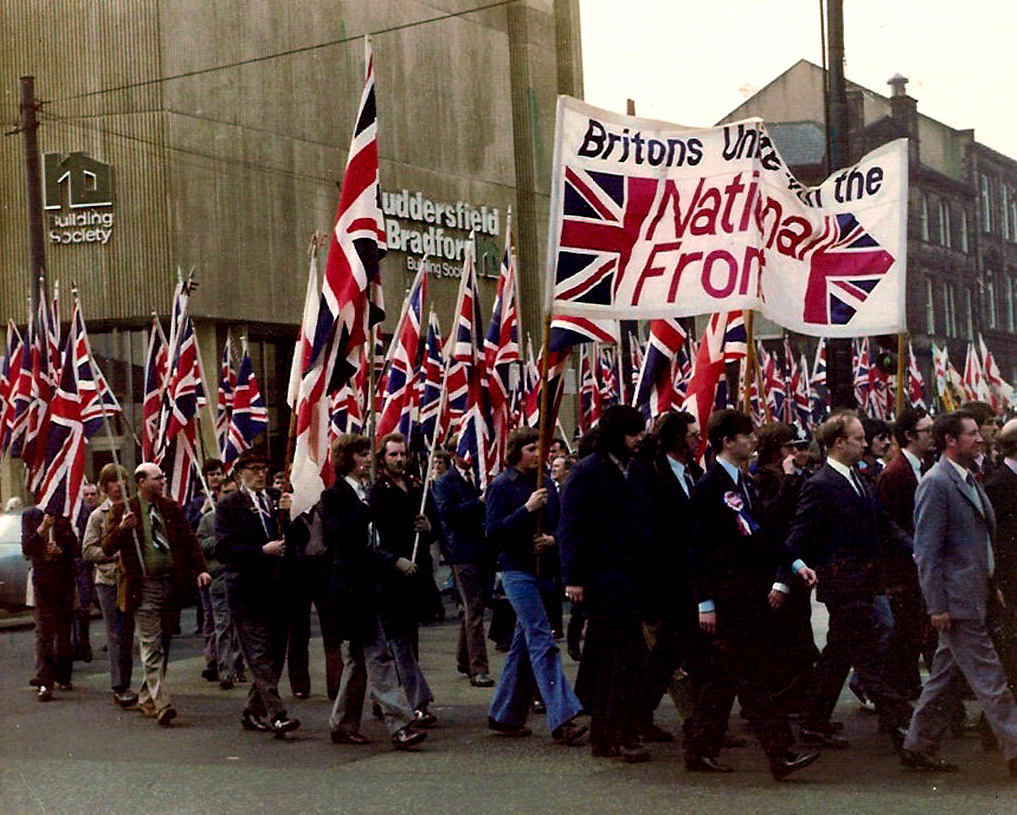
Una manifestazione del NF nello Yorkshire durante gli anni '70

Il NF venne fondato il 7 febbraio 1967, sotto la direzione di A. K. Chesterton, un cugino di Gilbert Keith Chesterton e futuro leader della League of Empire Loyalists (LEL). Gli obiettivi erano l'opposizione all'immigrazione e al multiculturalismo politico nel Regno Unito e alle organizzazioni internazionali come le Nazioni Unite o la Nato.
Il NF crebbe durante gli anni settanta fino ad 20 000 iscritti nel 1974. Risultati favorevoli arrivarono dalle elezioni locali, con il 44% dei voti a Deptford.

### Anni novanta e duemila
Negli anni novanta, il declino del NF come il Partito Nazionale Britannico cominciò a farsi sempre più forte. In conseguenza di ciò, Ian Anderson decise di cambiare il nome del partito e nel 1995 di rilanciarlo come National Democrats. Il cambiamento risultò impopolare. Oltre la metà dei 600 membri proseguirono l'attività con il NF sotto la riluttante leadership di John McAuley. L'attuale segretario è Ian Edward (in carica dal gennaio 2010).

## Simbolo
Il logo del partito corrisponde nelle lettere iniziali stilizzate.

## Leader
- A. K. Chesterton (1967-1970)
- John O'Brien (1970-1971)
- John Tyndall (1971-1974)
- John Kingsley Read (1974-1976)
- John Tyndall (1976-1980)
- Andrew Brons (1980-1984)
- Martin Wingfield (1984-1990)
- Ian Anderson (1990-1995)
- John McAuley (1995-1998)
- Tom Holmes (1998-2010)
- Ian Edward (2010-2013)
- Kevin Bryan (2013- )